# Retorn a Brideshead (sèrie de televisió)
Retorn a Brideshead (en anglès: Brideshead Revisited) és una sèrie britànica de televisió, d'onze episodis, produïda per Granada Television el 1981. L'argument és una adaptació de la novel·la homònima d'Evelyn Waugh "Brideshead Revisited" (1945). La major part de la sèrie va ser dirigida per Charles Sturridge, amb algunes seqüències filmades per Michael Lindsay-Hogg.

## Repartiment principal
- Anthony Andrews com Sebastian Flyte
- Jeremy Irons com Charles Ryder
- Diana Quick com Julia Flyte
- Simon Jones com a Lord Brideshead
- Phoebe Nicholls com Cordelia Flyte
- Claire Bloom com Lady Marchmain
- Laurence Olivier com a Lord Marchmain
- John Gielgud com Edward Ryder

Es va estrenar a la ITV britànica, el 12 d'octubre de 1981. TVE la va emetre a partir del Gener de 1983 per TVE-2.
TV3 la va emetre el 1992, doblada per:
- Jeremy Irons / Salvador Vives
- Anthony Andrews / Jordi Brau
- Phoebe Nicholls / Alicia Laorden
- Diana Quick / Maife Gil
- Claire Bloom / Elvira Jofre

## Rankings, Nominacions i Premis
El 2000, segons el British Film Institute la sèrie ocupà el desè lloc en la llista dels 100 millors programes de televisió britànics. El 2007, la sèrie va ser catalogada per la revista Time magazine com un dels "100 millors programes de televisió de tots els temps ". El 2010 segons la llista del The Guardian de les 50 millors sèries de televisió de tots els temps, va ocupar el segon lloc. La sèrie va ser nominada a tretze premis BAFTA, onze premis Emmy i 3 Globus d'Or, i va guanyar el premi de la premsa de Difusió Premi a la Millor Sèrie de Drama.

### Premis BAFTA
- Millor Sèrie Dramàtica
- Millor Actor - Anthony Andrews
- Millor Disseny de Vestuari - Jane Robinson
- Millor Disseny Escènic - Peter Phillips
- Millor Editor de Cinema - Anthony Pernil
- Millor So de Cinema - Phil Smith i John Whitworth
- Millor Maquillatge - Deborah Tinsey i Ruth Quinn

### Nominacions BAFTA
- Millor Actor - Jeremy Irons / John Gielgud; /Nickolas Grace
- Millor Actriu - Claire Bloom; Diana Quick
- Millor Càmera – Ray Goode
- Millor Música original per Televisió _ Geoffrey Burgon

### Premis EMMY
- Millor Actor de Repartiment - Laurence Olivier

### Nominacions EMMY
- Millor sèrie
- Millor Actor - Anthony Andrews; Jeremy Irons
- Millor Actor de Repartiment - John Gielgud
- Millor Actriu de Repartiment - Claire Bloom
- Millor Direcció - Charles Sturridge i Michael Lindsay-Hogg
- Millor guió- John Mortimer
- Millor direcció artística: Peter Philips
- Millor vestuari – Jane Robinson
- Millor disseny gràfic i seqüències Valerie Pye

### Premis GLOBUS d'OR
- Millor minisèrie o pel·lícula per a TV
- Millor Actor en una minisèrie o pel·lícula per a TV - Anthony Andrews

### Nominacions GLOBUS d'OR
- Millor Actor en una minisèrie o pel·lícula per a TV - Jeremy Irons